# Sajaq
Sajaq (kasachisch Саяқ) ist eine Siedlung im Gebiet Qaraghandy in Kasachstan.
Der Ort mit 2986 Einwohnern befindet sich in 210 km Entfernung östlich der Stadt Balqasch und ist deren Verwaltung unterstellt. Die Siedlung liegt auf der Eisenbahnstrecke von Mojynty nach Aqtogai.

## Wirtschaft
In Sajaq wird Kupfererz für den Balchaschzwetmet gefördert.